# KATN

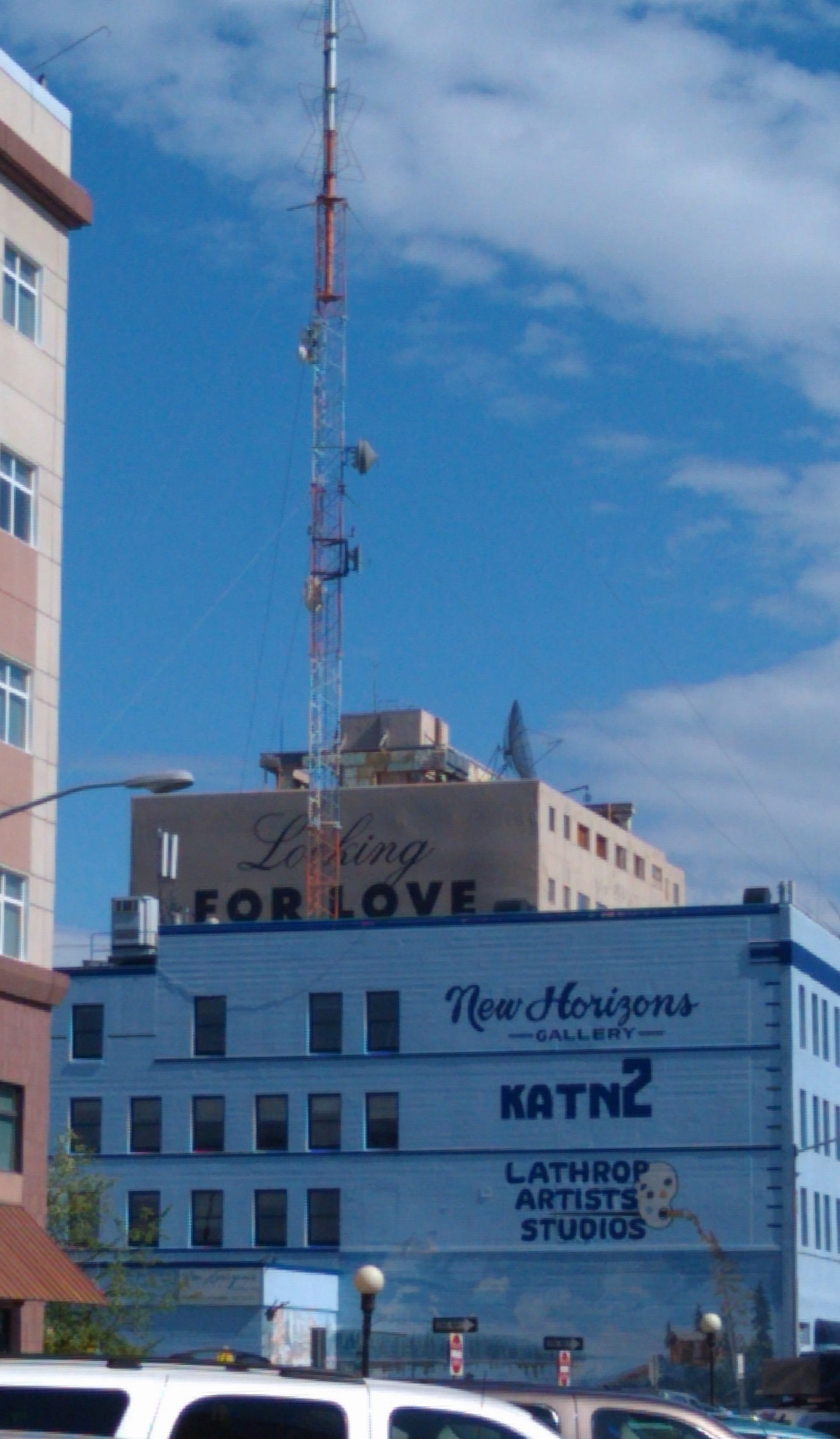
El estudio KATN ubicado en el edificio Lathrop en Alaska.

KATN debutó el 1 de marzo de 1955 como KFAR-TV, y era la segunda televisora instalada en Fairbanks luego de KTVF. Posteriormente cambió su sigla a KTTU-TV (sin ninguna relación con la estación de Tucson, Arizona que tiene el mismo nombre) en 1981 y luego a KATN en 1984. En la actualidad forma parte de la Alaska Superstation de la cadena ABC.
KATN era inicialmente una señal primaria de NBC y secundaria de ABC hasta 1984, cuando KIMO compró la estación, cambiando la sigla (la ATN en KATN representa la Alaska Television Network, un consorcio de KATN, KIMO y KJUD), y se convirtió en afiliada primaria a ABC. KATN continuó emitiendo programas de NBC como afiliada secundaria hasta 1996, cuando KTVF se cambió de CBS a NBC en respuesta a los nuevos propietarios de KATN. Hasta el lanzamiento de KFXF en 1992, había solo 2 televisoras comerciales en Fairbanks.
En septiembre de 2006, KATN comenzó a emitir programación de The CW en su subcanal digital. Es conocido como Fairbanks CW.